# Erdő, erdő, de magos a teteje
Az Erdő, erdő, de magos a teteje kezdetű magyar népdalt Seemayer Vilmos gyűjtötte 1935-ben a Somogy vármegyei Berzencében.

## Feldolgozások
| Szerző          | Mire                       | Mű                                                         | Előadás |
| --------------- | -------------------------- | ---------------------------------------------------------- | ------- |
| Járdányi Pál    | kísérőszólam               |                                                            |         |
| Bartók Béla     | ének, zongora              | Mikrokozmosz, V. füzet, 127. darab Új magyar népdal címmel | [ 2 ]   |
| Sugár Rezső     | zongora                    | Zongoraiskola 2., I/27. kotta                              | [ 3 ]   |
| Máriássy István | zongora vagy ének és gitár | Elindultam szép hazámból, 45. kotta                        |         |

## Kotta és dallam
| Erdő, erdő, de magos a teteje, jaj de régen lehullott a levele, árva madár párját keresi benne. | Ki látta már beborulva az eget? Most tudtam meg, hogy a babám nem szeret. Ha nem szeret, vigyék el katonának, párja lennék én az árva madárnak. | Búza közé szállt a dalos pacsirta, Mert odafönt a szemeit kisírta, Búzavirág, búzakalász árnyába, Rágondol a régi első párjára. |

## Felvételek
- Parajdi blokk 4-1 -- tehetségkutató döntő, 2013. Énekel: Fülöp Erzsébet, Fülöp Mária, Kádár Norbert  YouTube (2014. február 3.)  (Hozzáférés: 2016. március 18.) (videó) 1:45–3:30.
- Erdő, erdő, de magas a teteje. A Leövey Klára Gimnázium Kodály Kórusa  YouTube (2016. február 25.)  (Hozzáférés: 2016. március 18.) (audió)
- Dunántúli népdalok (1972). YouTube (2016. február 13.)  (Hozzáférés: 2016. március 18.) (audió) 1:52-ig.

## Kapcsolódó lapok
- Szép a huszár, ha felül a lovára (a két középső sor dallama azonos)